# What She Wants for Christmas
What She Wants for Christmas is een Amerikaanse speelfilm uit 2012 onder regie van Jason Hewitt.

## Verhaal
De tienjarige Abigail (Brianna Dufrene) heeft naar de Noordpool geschreven en dit jaar om iets heel bijzonders gevraagd - iets dat ze geheim heeft gehouden voor haar moeder.

## Rolverdeling
- David Atwood - Narrator
- Denise Boutte - Marilyn
- Brianna Dufrene - Abigail Winfrey
- Lily Solange Hewitt - Ursula Moosie Muesterheim
- Christian Keyes - Fake Santa / Sebastien
- Jackie Long - Tinsley
- Douglas O'Neil - Santa Claus